# Rodney Sneijder
Rodney Sneijder (ur. 31 marca 1991 w Utrechtcie) – holenderski piłkarz występujący na pozycji pomocnika w szkockim klubie Dundee United. Wychowanek Ajaksu, w karierze grał także w takich klubach, jak FC Utrecht oraz Waalwijk. Były młodzieżowy reprezentant Holandii. Brat Jeffreya oraz Wesleya Sneijderów.

## Sukcesy

### Holandia U-17
- Mistrzostwa Europy U-17: 3. miejsce w 2008 roku